# Kirche Arnshain

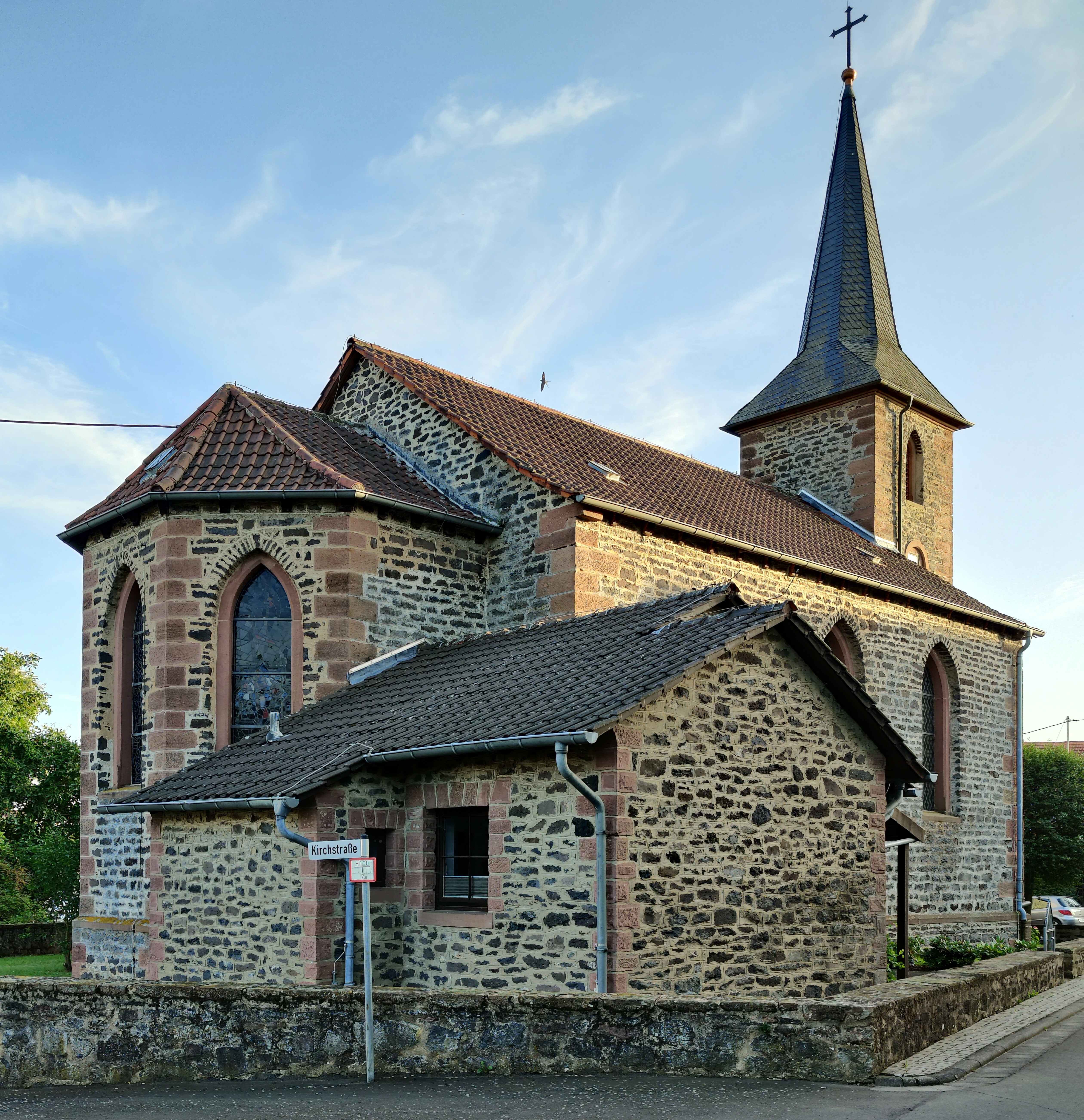
Kirche Arnshain

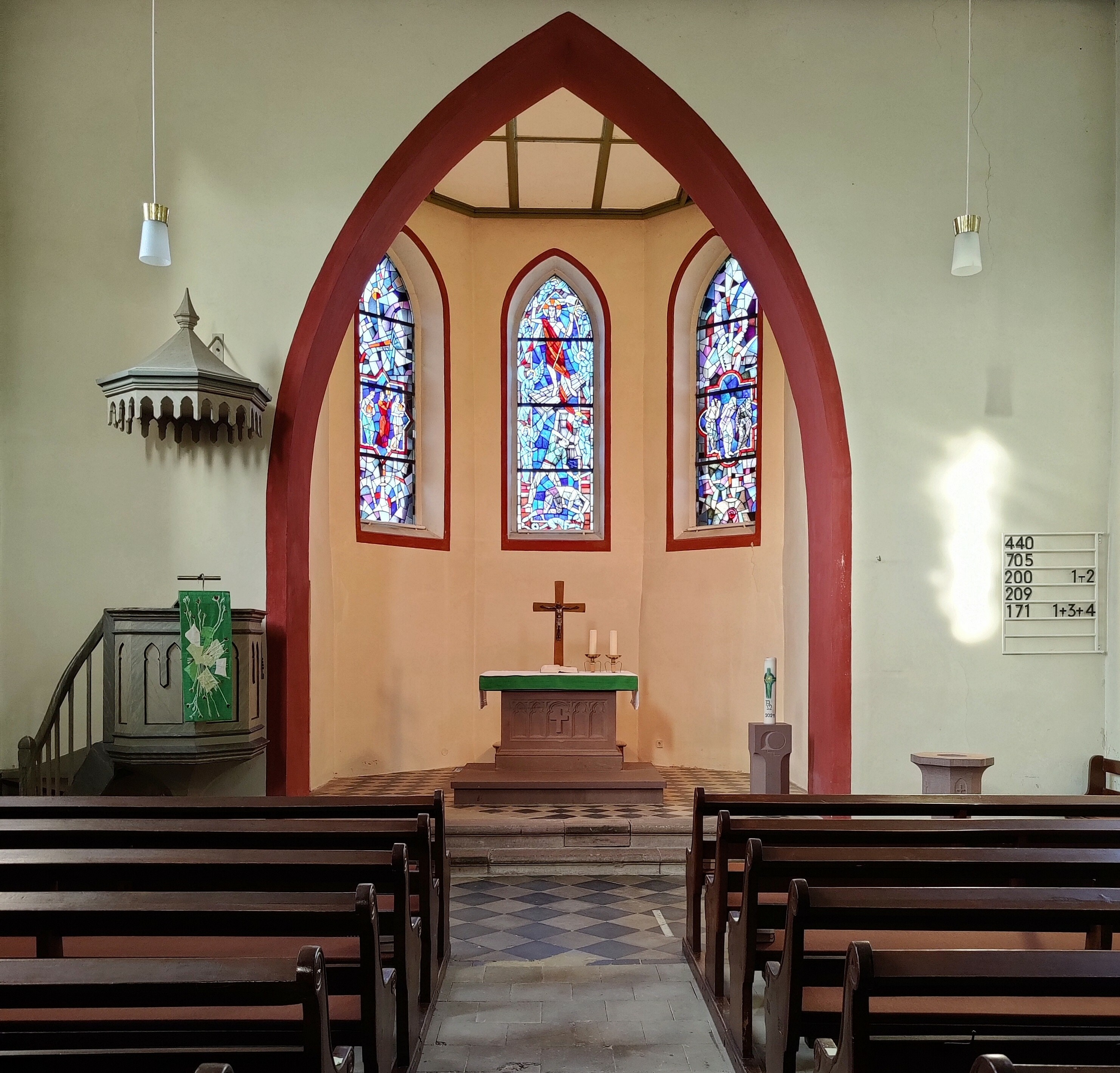
Innenraum (2021)

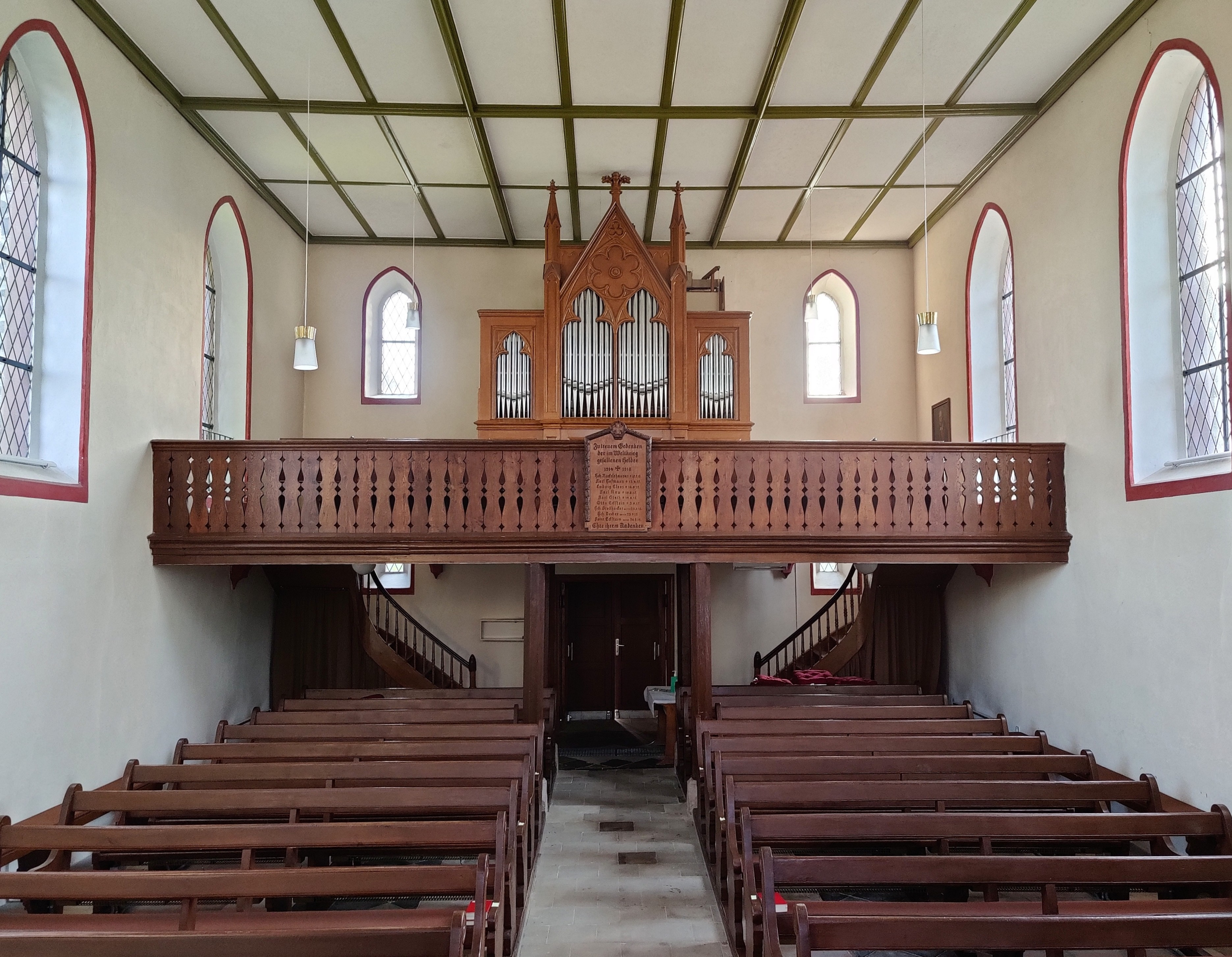
Blick zur Orgel

Die Kirche Arnshain steht in Arnshain, einem Stadtteil von Kirtorf im Vogelsbergkreis von Hessen.
Die Kirchengemeinde gehört zum Dekanat Vogelsberg in der Propstei Oberhessen der Evangelischen Kirche in Hessen und Nassau.

## Beschreibung
Die erste Kirche wurde 1210 erbaut. Durch einen Blitzschlag im Jahre 1885 wurde sie stark beschädigt. Die drei Kirchenglocken, sowie die 1858 von Carl Jakob Ziese gebaute Orgel, die im Chor hinter dem Altar stand, und die Turmuhr blieben unbeschädigt. Am 30. Juli 1886 wurde dann der Grundstein für eine neue Kirche gelegt. Sie besteht aus dem mit einem achtseitigen, schiefergedeckten, spitzen Helm bedeckten Kirchturm im Westen, einem mit einem Satteldach bedeckten Langhaus und einem eingezogenen Chor mit dreiseitigem Abschluss. Am 6. November 1887 wurde die neue Kirche eingeweiht. Die vom Feuer unbeschädigte Orgel konnte in der neuen Kirche nicht unterkommen. So baute Johann Georg Förster ein neues Werk unter Verwendung von viel Material der alten Orgel in ein neues Gehäuse. Es umfasst 9 Register auf einem Manual und Pedal. 1889 mussten die Glocken, die nicht im ganzen Dorf zu hören waren, höher gehängt werden. Von den drei Glocken wurden im Ersten Weltkrieg die zwei größeren zu Kriegszwecken abgegeben. 1922 wurden neue Glocken angeschafft. Diese wurden im Zweiten Weltkrieg ebenfalls eingeschmolzen. Erst 1950 konnten zwei neue Glocken angeschafft werden, die noch heute im Kirchturm hängen. 1955 wurde der Innenraum umgebaut. Die Emporen an den Seiten und im Chor wurden durch eine Empore im hinteren Teil der Kirche ersetzt. Auch die Kirchenbänke wurden neu angeordnet, sodass ein Mittelgang zum Altar entstand. Die Sakristei wurde im Jahre 1982 in das Kirchenschiff integriert.